# Matúš Kmeť
Matúš Kmeť (* 27. Juni 2000 in Ružomberok) ist ein slowakischer Fußballspieler.

## Karriere

### Verein
Aus der U19 des MFK Ružomberok kommend ging er im Januar 2017 fest in deren erste Mannschaft über. Sein Debüt für die Mannschaft in der Liga war am 4. August 2018 bei einem 3:1-Sieg über MŠK Žilina. In seiner ersten Zeit bekam er nur wenige Einsätze und sammelte so auch noch einige mit der B-Mannschaft. Dies änderte sich mit der Saison 2020/21, in der er nun zum Stammkader gehörte und auch bis auf den ersten Spieltag kein Ligaspiel von der Bank aus beobachten musste. Sein Wechsel zum FK AS Trenčín folgte zur Rückrunde, wo er auch ein paar Mal zum Einsatz kam. In der Hinrunde der Spielzeit 2021/22 trat er zudem leihweise ein paar Mal für den MFK Dubnica an. Mittlerweile ist er bei Trenčín Stammspieler.

### Nationalmannschaft
Nach der U18 nahm er mit der slowakischen U19 an ein paar Freundschafts- und auch Qualifikationsspielen teil. Später bestritt er von März 2019 bis Juni 2022 einige Partie mit der U21.
Für die slowakischen A-Nationalmannschaft wurde er für die Freundschaftsspiele im März 2024 erstmals nominiert, erhielt hier aber noch keinen Einsatz. Zur Vorbereitung zur Endrunde bei der Europameisterschaft 2024 wurde er erneut nominiert.